# آن‌ها که گفتند نه
آن‌ها که گفتند نه (به انگلیسی: Those Who Said No) نام فیلمی است مستند از نیما سروستانی، فیلم‌ساز ایرانی مقیم سوئد که به اعدام زندانیان سیاسی (تابستان ۱۳۶۷) می‌پردازد. به گزارش «شبکه ایرانیان هلند»، این فیلم که دربارهٔ کشتار زندانیان سیاسی توسط حکومت ایران در تابستان ۱۹۸۸ ساخته شده، در بیست و هفتمین جشنواره جهانی فیلم‌های مستند آمستردام (ایدفا) به نمایش درآمده است. کارگردان فیلم خود از خانوادهٔ بازماندگان این کشتار است.
ایرج مصداقی یکی از شخصیتهای فیلم است. او یکی از جان به در بُردگان کشتارها است که اکنون به عنوان پناهنده سیاسی در سوئد زندگی می‌کند. او که هنوز درگیر آثار شکنجه‌های دوران زندان است، زندگی خود را وقف آگاهی رسانی جهانی دربارهٔ وضعیت حقوق بشر در ایران کرده‌است.
فریده آرمان دیگر شخصیت حاضر در فیلم است که تصویر وی در حالیکه عکس دو همسر اعدامی و ترور شده‌اش را در دست دارد، پوستر اصلی فیلم است. همسر اول فریده آرمان، مهدی میرشاهزاده زمستان ۱۳۶۲ در زندان اوین اعدام، و همسر دومش غلام کشاورز از چهره‌های اصلی رهبری دهه ۱۳۶۰ حزب کمونیست ایران، در حالیکه برای ملاقات اعضای خانواده‌اش در قبرس به سر می‌برد، در خیابان ترور شد. فریده آرمان مقیم سوئد و از اعضای رهبری حزب کمونیست کارگری ایران است.
این فیلم مستند در جشنواره آمستردام شرکت داشت و از میان صدها فیلم جزو ۱۵ فیلم برتر مرحله نیمه نهایی جشنواره قرار گرفت. این فیلم همچنین در دسامبر ۲۰۱۵ در جشنواره فیلم ورشو به نمایش درآمد.

## جایزه‌ها
- برنده حوری طلایی به عنوان بهترین مستند از وقایع روز در پنجاه و ششمین فستیوال تلویزیونی مونت کارلو (۲۰۱۶)[۴]